# Stade Cino-et-Lillo-Del-Duca
Le Stadio Cino e Lillo Del Duca est le stade de football de la ville d'Ascoli Piceno en Italie, dans la région des Marches.
Il a une capacité de 20 550 places assises.

## Histoire
Le stade ouvre ses portes en 1962. L'Ascoli Calcio 1898 quitte alors son Stade Ferruccio Corradino Squarcia, devenu vétuste, pour s'installer au Cino e Lillo Del Duca.